# Partido Democrático Nacional (Chile)
El Partido Democrático Nacional (Padena), fue un partido político chileno de centro, con tintes populistas, que realizó alianzas tanto con partidos de izquierda como de derecha.
Fue el resultado de la fusión de los siguientes partidos políticos: Partido Nacional Popular (Panapo); Partido Democrático; Partido Socialista del Pueblo; el Partido Radical Doctrinario y el Partido Socialista Democrático (PSD). Fue integrante del Frente de Acción Popular (FRAP), hasta el año 1965. Más adelante se integró a la Confederación de la Democracia (CODE), hasta 1973.

## Historia

### Primera época (1960-1973)
El Padena fue fundado el 18 de septiembre de 1960 por la fusión del Partido Democrático, una facción del Partido Radical Doctrinario, el Partido Nacional Popular (Panapo), el Partido Socialista Democrático y el Partido Social Demócrata. Los militantes democráticos que no se sumaron a la nueva colectividad formaron el Partido Democrático, pero tiempo más tarde se reintegraron. Jorge Costa Canales fue elegido presidente de la nueva colectividad.
Al inicio de su fundación se integró al Frente de Acción Popular (FRAP), junto al Partido Comunista (PC) y al Partido Socialista (PS) y en 1961 inició su actividad en las elecciones parlamentarias. En la elección de senadores, obtuvo 17.044 votos, pero ningún senador electo. Logró 95.179 votos y la elección de doce diputados, entre los cuales estuvieron: Rafael de la Presa, elegido diputado por la Octava Agrupación Departamental de Melipilla, San Antonio, San Bernardo y Maipo; Luzberto Pantoja Rubilar, electo por la Decimoséptima Agrupación Departamental de Concepción, Tomé y Talcahuano y Esteban Leyton Soto, electo por la Novena Agrupación departamental de Rancagua, Caupolicán, San Vicente, Cachapoal. Ese mismo año el partido atravesó difíciles momentos, al verse envuelto en diferentes incidentes de corte político, cuando un grupo de diputados formuló cargos públicos en contra del presidente de la República, Jorge Alessandri, lo que fue considerado como injurioso por éste, quien solicitó el desafuero para los parlamentarios, lo cual ponían en riesgo la existencia legal del partido. La Corte Suprema falló negando lugar a la formalización.
En noviembre de 1962, el partido realizó una «Junta Consultiva» para tratar lo referente a la campaña presidencial de 1964. En esta ocasión se propuso como precandidato a Carlos Montero Schmidt, con la intención de que esta candidatura fuera aceptada por el resto de los partidos del FRAP, cuestión que no sucedió. Esto provocó que el partido sufriera una división, pues un grupo decidió seguir al FRAP y apoyar la candidatura del socialista Salvador Allende y otro sector —formando la Nueva Izquierda Democrática—, la candidatura del demócrata cristiano Eduardo Frei Montalva. La representación del Padena cayó a siete diputados por dichas deserciones.
En las elecciones parlamentarias de 1965 el partido sufrió un deterioro en su apoyo electoral, obteniendo 74.585 votos, eligiendo sólo a tres diputados: Jorge Aravena Carrasco, electo en representación de la Decimosegunda Agrupación Departamental de Talca, Lontué y Curepto, Juan Tuma Masso y Víctor González Maertens, ambos electos por la Vigesimoprimera Agrupación Departamental de Temuco, Lautaro, Imperial, Pitrufquén y Villarrica. En estos comicios, el Padena, en las elecciones de senadores, logró 26.677 votos, equivalentes a un 16,46% del total de los sufragios, eligiendo un senador, Luis Fernando Luengo, electo en representación de la Octava Agrupación Provincial de Bíobío, Malleco y Cautín. Los resultados electorales de 1965 llevaron a que el partido abandonara el FRAP, y comenzara un acercamiento con el gobierno de Frei Montalva. Ante esto, un sector del partido, disconforme con estas acciones decide permanecer con el FRAP y liderados por Fernando Luengo se retiraron del Padena y formaron una nueva colectividad política, el Partido Social Demócrata (PSD).
En las elecciones parlamentarias de 1969 el partido logró 44.813 votos, equivalentes a un 1,9% del total de sufragios emitidos, y no obtuvo ningún parlamentario electo, por lo que según dictaba la ley, el partido dejó de tener existencia legal. Al año siguiente logró reunir el número de firmas suficientes para recuperar su vida legal y apoyó la candidatura del también demócratacristiano, Radomiro Tomic.
En 1972 y 1973 formó parte de la Federación de Oposición Democrática (FOD) —junto con el Partido Demócrata Cristiano y el Partido Izquierda Radical— que estaba integrada dentro de la Confederación de la Democracia (CODE), coalición opositora al gobierno de la Unidad Popular (UP).
El emblema del partido en los años 1970 consistía en un escudo que se componía de tres cuartos de color azul y el cuarto inferior de color rojo, con una estrella blanca en el centro y la silueta de un yunque en su interior. Arriba de la estrella aparecía la sigla "Padena" en letras blancas. Sin embargo, el símbolo del Padena presentado ante la Dirección del Registro Electoral consistía solamente en el yunque.
En las elecciones parlamentarias de 1973, participó como miembro de la CODE, pero no obtuvo ningún candidato electo, por tanto perdió legalmente su carácter de partido político.

### Refundación, división e intentos fallidos de legalización (1983-1999)
Tras el golpe de Estado del 11 de septiembre de 1973 el Padena desapareció de la escena política nacional, al igual que el resto de los partidos políticos, proscritos por la dictadura militar del general Augusto Pinochet. Se refundó en 1983, momento en el cual se generaron dos facciones: una liderada por Luis Minchel y Wolfgang Prieur, opositora al régimen de Pinochet, y otra liderada por Apolonides Parra que apoyaba dicho régimen. La facción de Parra formó parte en 1984 del Grupo de los Ocho y posteriormente del Acuerdo Democrático Nacional.
El 31 de enero de 1986 la facción Parra constituyó el Frente Democrático de Concordia (Fredeco) junto al Movimiento Social Cristiano, la Democracia Radical, el Partido Democracia Social, la Unión Cívica Radical, el Movimiento Obrero Socialdemócrata, el Movimiento Javiera Carrera y el Centro Cívico Arturo Matte. El 8 de septiembre de ese mismo año la facción del Padena liderada por Luis Minchel fue uno de los firmantes del documento Bases de Sustentación del Régimen Democrático, que consistía en una ampliación y profundización del Acuerdo Nacional para la Transición a la Plena Democracia de 1985, y que daría origen en noviembre de 1986 al Acuerdo Nacional Democrático, coalición política de corta duración.

Emblema del Padena desde 1988 hasta 1998.

En 1988 la facción Minchel apoyó la opción No para el plebiscito nacional, sin embargo la facción Parra estaba en desacuerdo y formó el Partido Democrático de Chile (PADECH), el cual apoyó la opción Sí y luego se disolvió y formó parte de Renovación Nacional (RN). El 2 de febrero de 1988 fue miembro firmante de la declaración de constitución de la Concertación de Partidos por la Democracia, pero al no obtener la cantidad de inscripciones necesarias para su funcionamiento fue disuelto por el Servicio Electoral el 12 de septiembre de ese año. El 3 de agosto de 1988 formó junto con los partidos Liberal, Socialdemocracia y Unión Socialista Popular la coalición Unión de Centro Democrático, la cual tuvo escasa trascendencia política.
El emblema del Padena era una bandera rectangular de color blanco con ribetes azul marino, y en el centro de ésta aparecía un yunque de color rojo.
En los años 1990 hubo cuatro intentos por legalizar nuevamente al Padena, todas ellas sin éxito debido a que el Servicio Electoral rechazó su inscripción por no cumplir con los requisitos legales dentro de los plazos estipulados:
- El 28 de junio de 1991 fue declarado como partido en formación, y su inscripción fue caducada el 28 de enero de 1992.
- El 17 de febrero de 1994 fue declarado como partido en formación, y fue caducada su inscripción el 24 de septiembre de 1994.
- El 2 de octubre de 1997 presentaron ante el Servel la escritura de constitución, sin embargo esta fue devuelta a sus autores el 8 de octubre del mismo año.
- El 13 de octubre de 1998 fue declarado como partido en formación, y su inscripción fue caducada el 18 de mayo de 1999.

## Principios programáticos
Su ideario político proponía un izquierdismo democrático, y a pesar un partido caracterizado por una gran heterogeneidad doctrinaria, todas las colectividades que confluían en él coincidían en ideas y propósitos fundamentales, como un marcado nacionalismo, los postulados de justicia social, desarrollo económico y dignidad nacional heredados del fundador Partido Democrático. Además, como políticos de clase media, rechazaban a las elites tradicionales, por no tener el dinamismo necesario, para producir una recuperación nacional. Por otra parte, los dirigentes del Padena sostenían que sólo habría desarrollo nacional si una "clase media creativa" dirigía a las "clases bajas".
En la declaración de principios los miembros del partido señalaron que: «es una organización política integrada por los chilenos, sin distinción de clases ni de credos, que lucha por instaurar un nuevo orden que restablezca y exalte el recio estilo chileno que conformó la nacionalidad, que modernice la estructura del Estado y otorgue a los trabajadores una participación preponderante en la dirección de la vida nacional, logrando la emancipación política, social y económica del pueblo».

## Resultados electorales

### Elecciones parlamentarias
|  | 7,10 % |

|  | 2,78 % |

|  | 3,27 % |

|  | 2,02 % |

|  | 1,94 % |

|  | 0,37 % |

### Elecciones municipales
|  | 5,15 % |

|  | 2,46 % |

|  | 0,48 % |